# 徐家駒
徐家駒（1949年—）是臺灣低音管演奏家與音樂教育家。曾任真理大學音樂應用學系系主任，臺北市立交響樂團低音管首席、副團長與團長。

## 生平
生於浙江定海，祖籍河南鄭縣。自幼便跟隨母親來臺。徐家駒高中時由胡秀英老師啟蒙鋼琴與聲樂，並向鄭有忠學習單簧管。1967年進入國立臺灣藝術專科學校（現為國立臺灣藝術大學）音樂科管樂組，主修單簧管。在他就讀藝專二年級時，因學校樂團缺乏低音管演奏學生，在申學庸教授的建議之下便轉而主修低音管。1975年畢業後，獲中國廣播公司的「樂壇新秀」。徐家駒1977年赴德國進修，進入德特摩國立西北德音樂學院，主修低音管，師事Helman Jung教授，於1984年成功拿取「演奏家文憑」。
畢業返台後，徐家駒於1982年舉辦台灣第一場低音管獨奏會，並曾於真理大學音樂應用系任教並兼系主任，以及曾於國立臺灣師範大學、東吳大學、輔仁大學等音樂系所授課。 他分別於2005年獲得第五十週年國立臺灣藝術大學傑出楷模校友、1988年第十七屆國立臺灣藝術大學傑出楷模校友。  從1979年開始徐家駒便籌組「臺北木管五重奏團」、1989年組成「臺北獨奏家室內樂團」、2008年創立「徐家駒低音管室內樂團」， 為將樂團更有效率之管理，徐家駒在2009年取得國立政治大學EMBA經營管理碩士學位，並於2011年舉辦台灣首屆「低音管令營」， 並首次舉辦「百人巴松慶百年」之音樂會。 

## 著作
- 2014年 《低音管有聲合奏教材》(ISBN 9789865986322)[10]
- 1999年 《低音管指法研究》(ISBN 7769102359)[11]